# Khaw Boon Wan

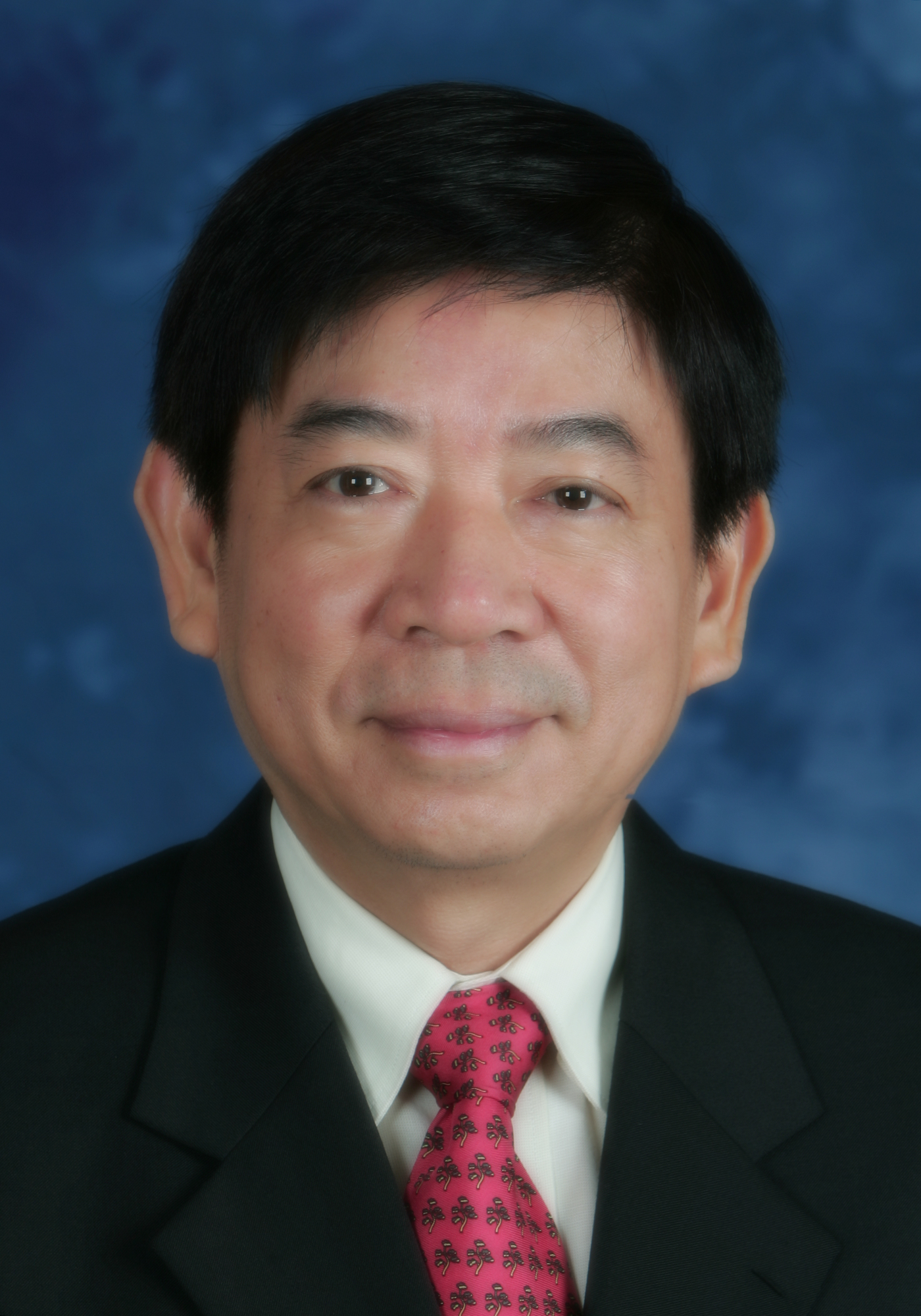
Khaw Boon Wan (2008)

Khaw Boon Wan (chinesisch 許文遠 / 许文远, Pinyin Xǔ Wényuǎn, Pe̍h-ōe-jī Khóo Bûn-uán; * 8. Dezember 1952) ist ein Politiker der People’s Action Party (PAP) aus Singapur, der zwischen 2011 und 2018 Vorsitzender der PAP war und seit 2015 Minister für die Koordinierung der Infrastruktur sowie Verkehrsminister ist.

## Leben
Khaw Boon Wan absolvierte mit Unterstützung durch ein Stipendium des Colombo-Plan ein Studium und war im Anschluss im öffentlichen Dienst tätig. Seine politische Laufbahn für die People’s Action Party (PAP) begann er, als er am 25. Oktober 2001 im Wahlkreis Tanjong Pagar zum Mitglied des Parlaments gewählt wurde. Er gehört dem Parlament seither an, wobei er seit dem 6. Mai 2006 den Wahlkreis Sembawang vertritt.
Unmittelbar nach seiner ersten Wahl wurde Khaw Boon Wan in der Regierung von Premierminister Goh Chok Tong am 23. November 2001 Senior-Staatsminister im Ministerium für Information, Kommunikation und Künste sowie in Personalunion auch Senior-Staatsminister im Verkehrsministerium und bekleidete beide Funktionen bis zum 31. Juli 2003.

### Gesundheitsminister
Im Anschluss war er zwischen dem 1. August 2003 und dem 11. August 2004 sowohl Senior-Staatsminister im Finanzministerium als auch kommissarischer Gesundheitsminister. Nach dem Amtsantritt von Premierminister Lee Hsien Loong am 12. August 2004 übernahm er von Lim Hng Kiang das Amt des Gesundheitsministers, das er bis zu seiner Ablösung durch Gan Kim Yong am 20. Mai 2011 innehatte.
Während der H1N1-Grippepandemie wurde der erste Fall Ende Mai 2009 entdeckt. Ab dem 7. Juli 2009 hat die Regierung die Verfolgung bestätigter Fälle eingestellt und Singapur hatte Ende Oktober 2009 die erste Impfstoffcharge erhalten. Die Massenfreigabe begann im November 2009 und dann sagte er, dass die Versorgung mit H1N1-Impfstoff ausreichen sollte. Im Januar 2010 wurde der DORSCON auf grün umgestellt und 415.000 wurden mit dem Virus infiziert.
Am 10. August 2010 ist die H1N1-Pandemie vorbei. Es wurde gewarnt, dass das Virus in die saisonale Grippe zurückkehren wird, und hinzugefügt, dass H1N1-Impfstoffe weiterhin verwendet werden sollten.

### Nationale Entwicklung Minister
Er selbst wurde im Rahmen der Kabinettsumbildung vom 21. Mai 2011 Nachfolger von Mah Bow Tan als Minister für nationale Entwicklung und übte dieses Ministeramt bis zum 30. September 2015 aus, woraufhin Lawrence Wong seine Nachfolge antrat. In dieser Funktion steigerte er die Ausgaben für das Bauprogramm der Behörde für Wohnungsbau und Entwicklung (Housing and Development Board), um einen Ausgleich von Angebot und wachsender Nachfrage nach Wohnraum zu erreichen. Durch eine Reihe von Maßnahmen kam es zu einer Stabilisierung des Immobilienmarktes. Unter anderem wurde durch gesetzliche Regelungen jungen Ehepaaren und jungen Alleinstehenden der Kauf von staatlich gefördertem Wohnraum erleichtert sowie die Wartezeit auf durch die HDB geförderte Mietwohnungen verringert.
Zugleich wurde Khaw Boon Wan 2011 als Nachfolger von Lim Boon Heng Vorsitzender der People’s Action Party und bekleidete diese Funktion bis ihn 2018 abermals Gan Kim Yong ablöste.
Im Juli 2012 löste der Kauf von 26 Brompton-Motorrädern durch das National Parks Board (NParks) für jeweils 2.200 US-Dollar einen landesweiten Aufruhr aus, nachdem ein Whistleblower im Online-Forum HardwareZone auf mögliche Korruption aufgrund zahlreicher roter Fahnen bei der Beschaffung hingewiesen hatte. Khaw, der ursprünglich NParks Kauf der High-End-Falträder verteidigte, wurde dafür kritisiert, dass er mit der Saga schlecht umgegangen war. Die anschließende Untersuchung durch das Corrupt Practices Investigation Bureau ergab, dass der stellvertretende Direktor des National Parks Board, Bernard Lim Yong Soon, eine Geldstrafe von 5.000 US-Dollar erhielt, weil er Auditoren wegen seiner Beziehung zu der Fahrradfirma belogen hatte, die die Ausschreibung erhalten hatte. Er leitete auch die Initiative zur Förderung des Radfahrens im Rahmen des Ausbaus des Park Connector Network.
Khaw geriet 2015 unter Beschuss, als bekannt wurde, dass ein für religiöse Zwecke vorgesehener Standort in Sengkang an ein Handelsunternehmen vergeben wurde, um stattdessen ein Kolumbarium zu entwickeln. Bewohner eines bevorstehenden BTO-Sozialwohnungsprojekts in der Nähe forderten eine Rückerstattung, da sie nicht wussten, dass sie neben einem Kolumbarium leben müssten. Als Antwort auf die Fragen des Abgeordneten Lee Li Lian im Parlament erkannte Khaw das Versehen an und erklärte anhand der Analogie der Schmetterlingsliebhaber, dass "die Ausschreibungsverfahren nicht mit der Zeit Schritt gehalten haben ... die (HDB) -Beamten, die die Ausschreibung beurteilten, gingen davon aus, dass dies der Fall sein muss." eine Firma, die einer religiösen Organisation angeschlossen ist ". Der Columbarium-Plan wurde schließlich abgebrochen.

### Verkehrsminister
Seit dem 1. Oktober 2015 fungiert er als Nachfolger von Lui Tuck Yew als Verkehrsminister. Darüber hinaus übernahm er in Personalunion am 1. Oktober 2015 das neu geschaffene Amt als Minister für die Koordinierung der Infrastruktur. In seinen jetzigen Funktionen versucht Khaw, den öffentlichen Verkehr zu verbessern und einen autofreien Lebensstil einzuführen. Dabei versucht sein Ministerium die öffentlichen Verkehrsmittel zugänglich, zuverlässig, bequem und erschwinglich zu machen. Darüber hinaus setzt sich das Koordinierungsministerium für eine Förderung des Wanderns und Radfahrens als grünen, nachhaltigen und gesunden Lebensstil ein. Die ebenfalls geförderten, in seiner früheren Tätigkeit als Minister für nationale Entwicklung begonnenen Begrünungsmaßnahmen in einer begehbaren Stadt sollen die Lebensqualität Singapurs erhöhen und gleichzeitig das Wohnumfeld schützen.
Der Buddhist Khaw ist verheiratet und Vater von drei Töchtern.